# Parada Równości (Białystok)
Parada Równości (tj. „pochod za rovnost“) v polském městě Bělostok (Białystok) v Podleském vojvodství v severovýchodním Polsku je pochod hrdosti polské LGBT komunity, který se uskutečnil poprvé v roce 2019. Uspořádala jej místní skupina Tęczowy Białystok.

## Další informace
Do prvního průvodu v sobotu 20. července 2019 se zapojilo asi tisíc účastníků a účastnic s duhovými vlajkami. Průvod prošel centrem města, na transparentech byly nápisy jako „Láska není hřích“ či „Za genderovou rovnost“. Přípravy akce provázely protesty bělostockých katolických duchovních i zástupců vládní strany Právo a spravedlnost (PiS). V den pochodu se pak uskutečnily tři desítky protestů, z nichž většina mířila proti pochodu, např. před místní katedrálou se stovky lidí modlily za tradiční rodinu a bělostocká pomočka PiS zorganizovala „rodinný piknik“. Vše proběhlo také v atmosféře rostoucí nenávisti k menšinám, když několik desítek obcí v konzervativním jihovýchodním Polsku vyhlásilo samy sebe za tzv. „zóny bez LGBT“ a vydání samolepky s tímto poselstvím avizoval i polský týdeník podporující vládní stranu Gazeta Polska. Předseda strany Jarosław Kaczyński na jaře téhož roku označil hnutí LGBT za hrozbu pro polský národ.
Průvod museli chránit policejní těžkooděnci před skupinami extremistů, nacionalistů a fotbalových chuligánů, kteří skandovali nenávistná hesla, pálili LGBT vlajky, na účastníky házeli dělobuchy, lahve a kamení a několikrát se jim podařilo pochod zastavit. Den po akci i souvisejících incidentech polská ministryně vnitra Elžběta Witková oznámila, že bylo vzato do vazby 20 útočníků. Na základě videozáznamů pak policie identifikovala celkem více než sto útočníků, z nichž osmdesát začala vyšetřovat.
V následujícím týdnu, zejména v sobotu 27. července, proběhly v Polsku demonstrace proti nenávisti vůči LGBT lidem, a to jak v hlavním městě Varšavě, tak i dalších velkých městech. Demonstrující vyjadřovali solidaritu s oběťmi násilí proti pochodu v Bělostoku, rovněž novináři Przemyslawu Witowskému, kterého ve čtvrtek 25. července zbil dosud neznámý útočník ve Vratislavi za to, že kritizoval nenávistné nápisy vůči LGBT. Šíření nálepky, kterou vydal týdeník Gazeta Polska, zakázal na základě stížnosti aktivistů varšavský soud.